# Mbabane (rijeka)
Mbabane je rijeka u Esvatiniju. Protječe kroz okrug Hhohho na sjeverozapadu zemlje. Grad Mbabane nalazi se uz rijeku. Najvažniji pritok je rijeka Polinjane.